# Глазами волка
«Глазами волка» — российский кинофильм 2005 года.

## Сюжет
В неотдалённом будущем полёты за пределы Солнечной системы становятся реальностью. В это же время секретный Институт Планирования человека занимается моделированием личностей. Но на одном из их «воспитанников» система дала сбой. Спецслужбы оказались бессильны вернуть его под свой контроль и вынуждены обратиться к помощи старого учёного-изобретателя, давно избегающего общества…

## В ролях
| Актёр               | Роль         |
| ------------------- | ------------ |
| Вячеслав Тихонов    | Старик       |
| Родион Юрин         | Камень       |
| Елена Санаева       | Дуся         |
| Ирина Пономарёва    | Ольга        |
| Альберт Филозов     | Профессор    |
| Борис Романов       | Хозяин клуба |
| Николай Вороновский | Сергей       |